# Pentlandita
La pentlandita es un mineral de la clase de los minerales sulfuros, miembro del llamado "grupo de la pentlandita". Fue descrita en 1856 por J. B. Pentland en el municipio de Sør-Fron, en la provincia de Oppland (Noruega), recibiendo el mineral el nombre de su descubridor. Sinónimos poco usados son: folgerita, lillehammerita o nicopirita.

## Características químicas
Es un sulfuro simple anhidro de hierro y níquel y la proporción de estos elementos es de 32 y 31% respectivamente, como todos los demás minerales del grupo de la pentlandita.
Forma una serie de solución sólida con la cobaltopentlandita (Co9S8), en la que la sustitución gradual del níquel y hierro por cobalto va dando los distintos minerales de la serie.
Además de los elementos de su fórmula, suele llevar como impurezas: cobalto, plata y cobre.

## Formación y yacimientos
Aparece en rocas ígneas máficas y ultramáficas. Muy frecuentemente se le encuentra formando intercrecimiento de sus cristales con los de pirrotita, de la cual se la distingue fácilmente por su claro sistema cúbico y por su no magnetismo.
También se ha encontrado en yacimientos de xenolitos de humeros submarinos. Rara vez se ha encontrado también en meteoritos.
Suele encontrarse asociado a otros minerales como: pirrotita, troilita, calcopirita, cubanita, mackinawita o magnetita.

## Usos
Se utiliza como mena de hierro y níquel, siendo la mena más importante de este último a nivel mundial.